# Bidens uapensis
Bidens uapensis là một loài thực vật có hoa trong họ Cúc. Loài này được (F.Br.) Sherff mô tả khoa học đầu tiên năm 1937.